# Benton (Missouri)
Benton è un comune degli Stati Uniti d'America, situato nello Stato del Missouri, nella contea di Scott, della quale è il capoluogo.